# Мідраш
Мідраш (івр. מִדְרָשִׁ — дослідження, тлумачення) — збірка, присвячена тлумаченню текстів Святого Письма. Класичними вважаються мідраші, створені в добу Мішни та Талмуду, в яких згадуються ті ж, що і в цих збірках, мудреці або їхні сучасники. Велику кількість мідрашів було укладено також у середні віки. Від жанру коментаря мідраші відрізняються специфічною побудовою тексту, що поєднує тлумачні вправи, морально-етичні повчання та агадичні розповіді.